# Leucospis sinensis
Leucospis sinensis ist eine Erzwespe aus der Familie Leucospidae. Die Art wurde 1862 von dem englischen Entomologen Francis Walker beschrieben. Das lateinische Art-Epitheton sinensis bedeutet „chinesisch“. Für die aus Ostasien stammende Art wurden 2025 erste Funde aus Deutschland und aus Österreich gemeldet.

## Taxonomie
Leucospis sinensis gehört innerhalb der Gattung Leucospis zur petiolata-Artengruppe.
Zu der Art gibt es folgende Synonyme:
- Leucospis fuliginosa Weld, 1922
- Leucospis okinawensis Matsumura, 1918

## Merkmale
Leucospis sinensis unterscheidet sich deutlich von den anderen in Europa vorkommenden Arten der Gattung Leucospis. Diese weisen meist auffällige Gelbzeichnungen auf.
Im Folgenden eine Beschreibung der Weibchen, die sich an der von Ye et al. (2017) und Kim et al. (2017) orientiert. Die Weibchen sind etwa 14 mm lang. Die Erzwespen sind überwiegend schwarz gefärbt. Der Scapus (Fühlerschaft) ist ventral teilweise gelb. Das Pronotum weist zwei lange gelb bis rotbraun gefärbte Querstreifen auf. Auf dem Mesoscutum (Rückenplatte) befinden sich submedial zwei kleine gelbe oder rotbraune Flecke. Das Mesoscutellum weist hinten einen U-förmigen gelben oder rotbraunen Fleck auf. Die Metapleuren sind rotbraun, die Flügel bräunlich, die hinteren Coxae apikal rotbraun. Die hinteren Femora sind ventrobasal und dorsoapikal gelb gefärbt. Auf dem Propodeum befindet sich im hinteren Teil mittig ein gelber oder rotbrauner Fleck. Über das Tergit T1 verläuft ein breites gelbes Querband. Das Tergit T5 weist hinten ein gelbes Querband auf.
Das Pronotum weist einen schwachen Diskal-Kiel sowie deutliche Prämarginal-Kiele auf. Die hinteren Femora haben ventral (auf der Unterseite) eine Reihe aus neun Zähnen, wobei der basale Zahn viel kürzer ist als die folgenden sechs Zähne. Die hinteren Tibien sind ventroapikal in einen Dorn übergehend. Das medial gewölbte Propodeum besitzt einen schwach ausgeprägten medianen Kiel (Carina). Das Metasoma ist dorsal und medial stark konvex. Die Tergite T5 und T6 weisen mittig eine Längsfurche auf, in welche der Legebohrer (Ovipositor) in Ruhestellung geklappt wird. Das Tergit T1 weist eine glatte, schwache mediane Furche auf. Die mittelgroßen Bohrerklappen erreichen nur die halbe Länge von Tergit T5, nach anderen Quellen das 0,8-fache der Länge.
Bei den Männchen verschmelzen die Hinterleibssegmente ähnlich anderer Leucospis-Arten zu einem panzerähnlichen Gebilde. Die Färbung des hinteren Bereichs des Hinterleibs weicht von der der Weibchen ab. Anstatt eines gelben Querbandes besitzen die Männchen zwei.

## Verbreitung
Leucospis sinensis kommt ursprünglich nur in Ostasien vor, wo die Art in Japan, in der Volksrepublik China (Provinz Jiangsu und Shanghai) sowie in Taiwan vorkommt. Weiterhin wurde 2017 der erste Nachweis der Art aus Südkorea publik.

### Sichtungen in Europa
Seit Anfang der 2020er Jahre werden in verschiedenen Naturbeobachtungsforen sowie in Onlinediensten vermehrt fotografisch dokumentierte Funde aus Europa gemeldet. Habitus und Färbung der fotografierten Erzwespen lassen darauf schließen, dass es sich tatsächlich um L. sinensis handelt. In Europa ist keine Verwechslungsart bekannt.
Der erste (fotografische) Nachweis in Europa war offenbar im Jahr 2013 im Piemont in Norditalien. Weitere bekannte Beobachtungen in Italien stammen aus den Jahren 2019 und 2020. Mittlerweile gibt es Meldungen aus Italien, Korsika, Frankreich (Südfrankreich bis Großraum Paris) und Ungarn sowie 2025 auch aus Deutschland und Österreich. Eine wissenschaftliche Publikation, welche die Einwanderung von L. sinensis in Europa bestätigt oder dokumentiert, gibt es offenbar noch nicht.

## Lebensweise
In ihrem ursprünglichen Verbreitungsgebiet ist L. sinensis als ein Parasitoid der Grabwespenart Isodontia nigella bekannt. Deren Larvenproviant besteht aus Vertretern der Echten Grillen und Laubheuschrecken. Isodontia nigella ist offenbar auf dem Weg nach Europa mit einem ersten Nachweis von der Halbinsel Krim aus dem Jahr 2021. In Europa gibt es drei weitere Isodontia-Arten, darunter der Stahlblaue Grillenjäger (Isodontia mexicana), eine seit den 1960er Jahren eingeschleppte Art aus Nord- und Mittelamerika, die offenbar in Europa als Wirtsart von L. cf. sinensis dient.
Die relativ wenigen Beobachtungen der Erzwespen, ähnlich zu verwandten Arten, finden entweder beim Besuch von Doldenblütlern oder an den Wirtsnestern statt. 

### Eiablage und Entwicklung
Die Weibchen der Wirtsgattung Isodontia legen ihre Brutzellen in hohlen Pflanzenstängeln, insbesondere Schilfrohr, oder ähnlichen natürlichen Höhlungen an und kleiden diese mit Gras- und Heuhalmen aus. Das Weibchen von L. sinensis bohrt mit ihrem Legebohrer (Ovipositor) ein Loch in das Wirtsnest. Die Bohrerklappen haben offenbar im Gegensatz zu anderen parasitisch lebenden Hautflüglern nur eine Schutzfunktion für den eigentlichen Legebohrer und werden nicht aktiv beim Bohren genutzt. Zum Bohren werden die Bohrerklappen vom Hinterleib weggestreckt und der eigentliche feine Legebohrer wird seitlich aus der Scheide herausgezogen. Anschließend wird die Spitze des Legebohrers auf die Stelle des Bohrlochs gerichtet (siehe beispielsweise das Foto im Artikel zu L. dorsigera). Mit Hilfe der rauen Oberfläche des Bohrers und dessen Spitze wird ein Loch in die Brutzellenwand getrieben. Ein Bohrvorgang kann mitunter eine halbe Stunde dauern. Am Ende wird ein Ei in der Wirtsbrutzelle abgelegt. Die Leucospidae-Larven suchen im ersten Larvenstadium in der Brutzelle nach potentiellen Konkurrenten, die „ausgeschaltet“ werden. Erst im zweiten Larvenstadium beginnen sie als Ektoparasit mit dem Aussaugen von Körperflüssigkeit aus der (reifen) Wirtslarve. Nach mehreren Häutungen verpuppt sich die Larve gegen Ende ihrer Entwicklung in der Brutzelle. Die fertige Imago nagt sich schließlich einen Weg ins Freie.

## Bilder
Aufnahmen eines Weibchens von Leucospis cf. sinensis im Juli 2025 in der Schwetzinger Hardt nahe Heidelberg.

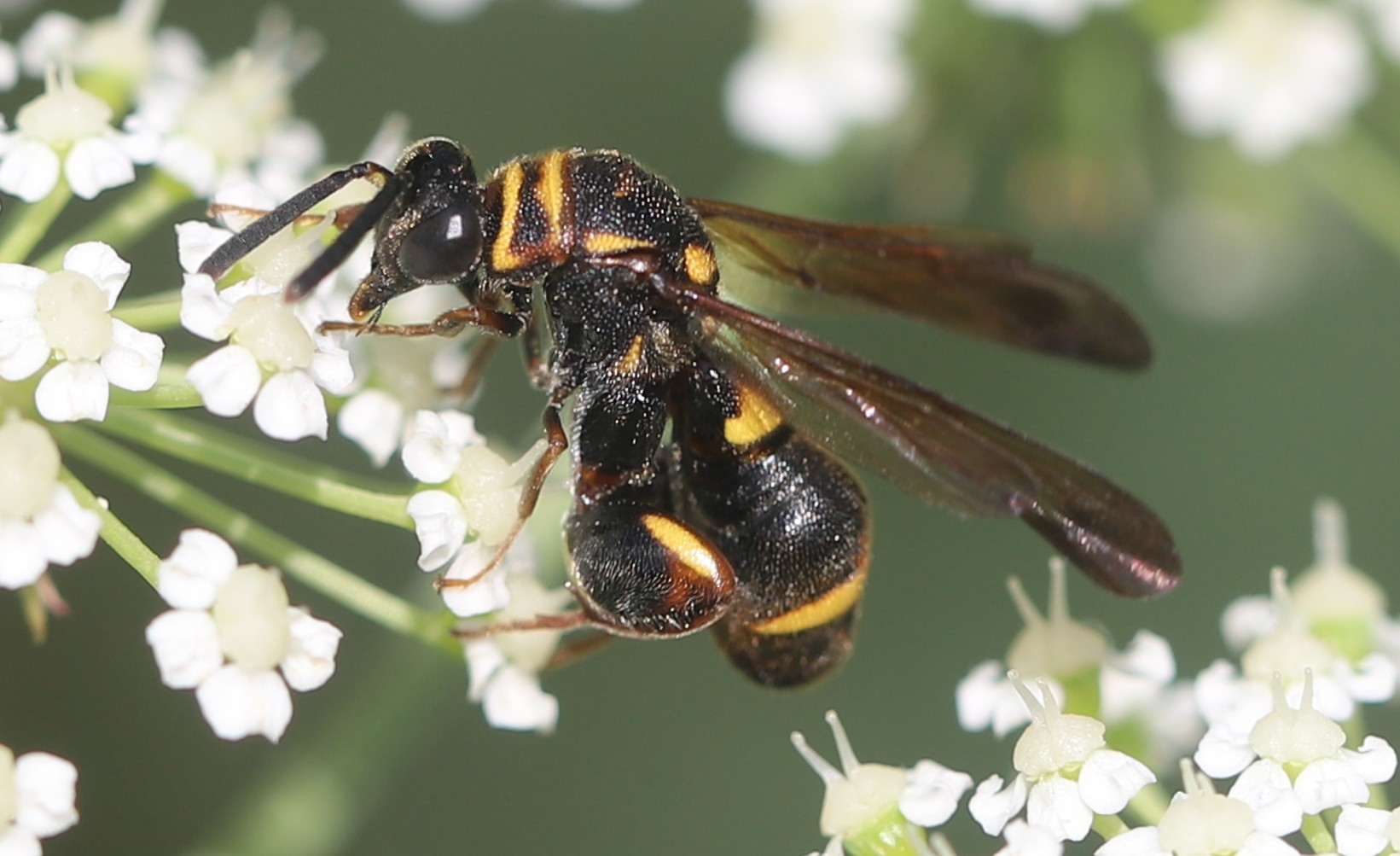
♀ an Berg-Haarstrang
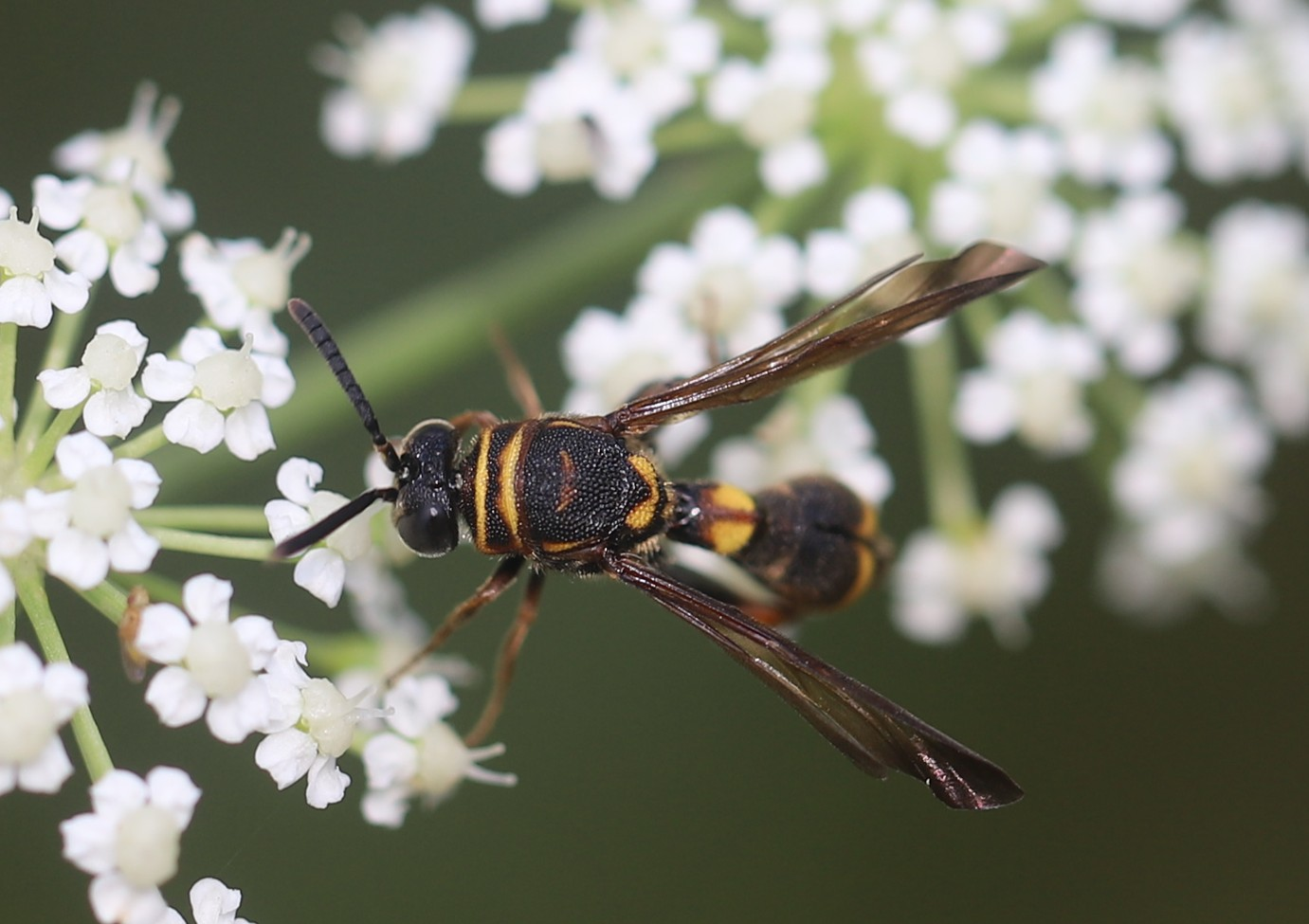
♀ – Dorsalansicht vom Thorax
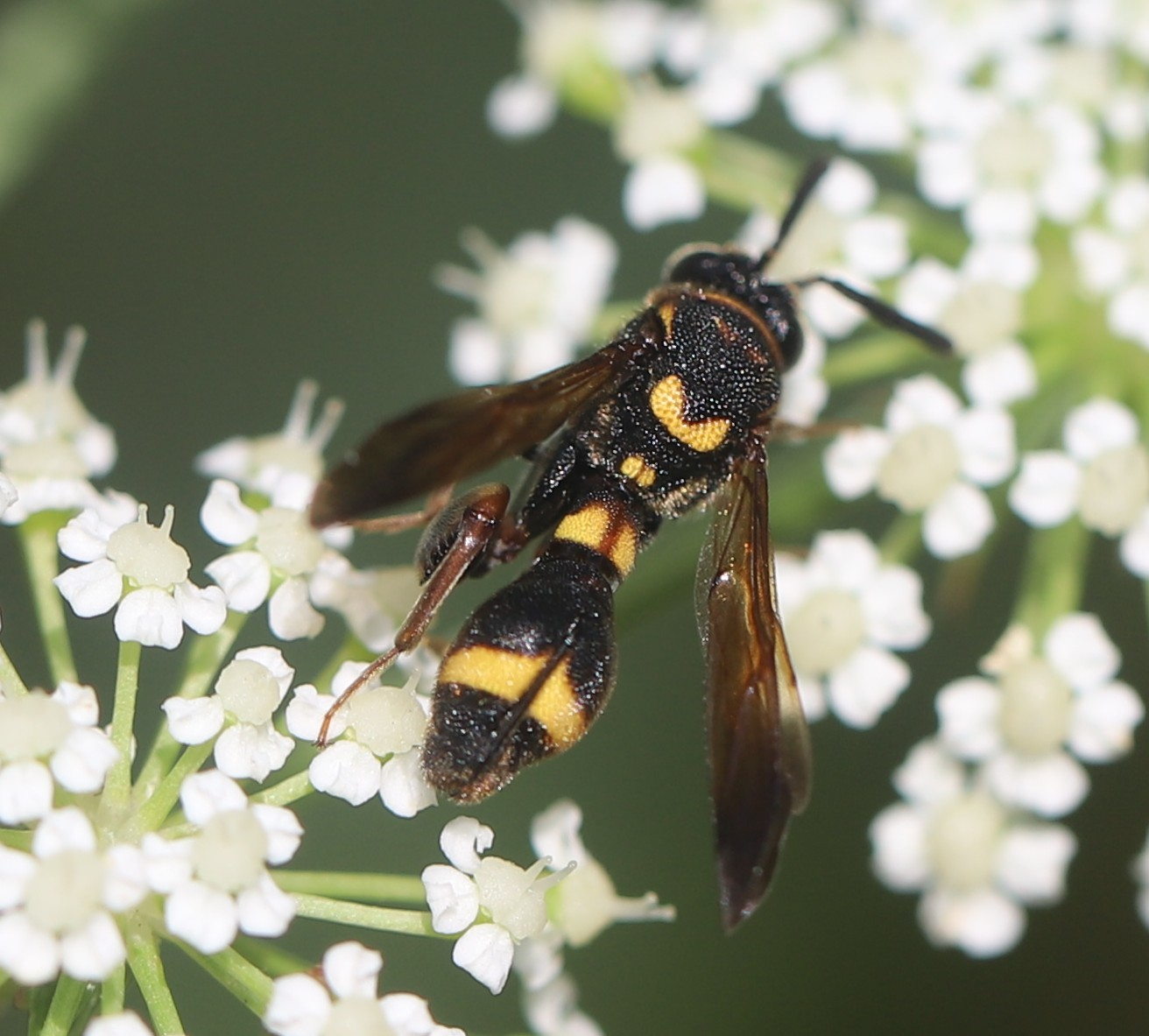
♀ – Dorsalansicht von hinten
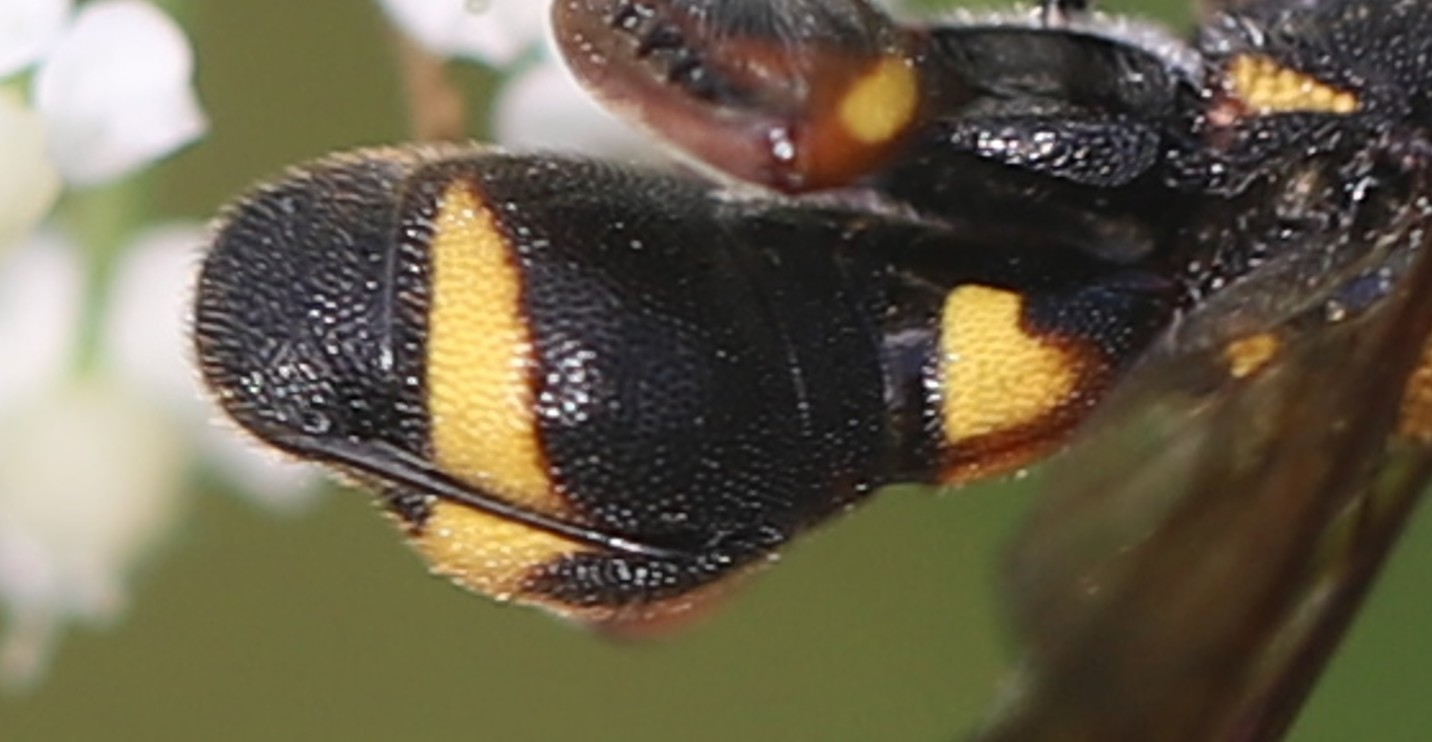
♀ – Bohrerklappen am Hinterleib anliegend
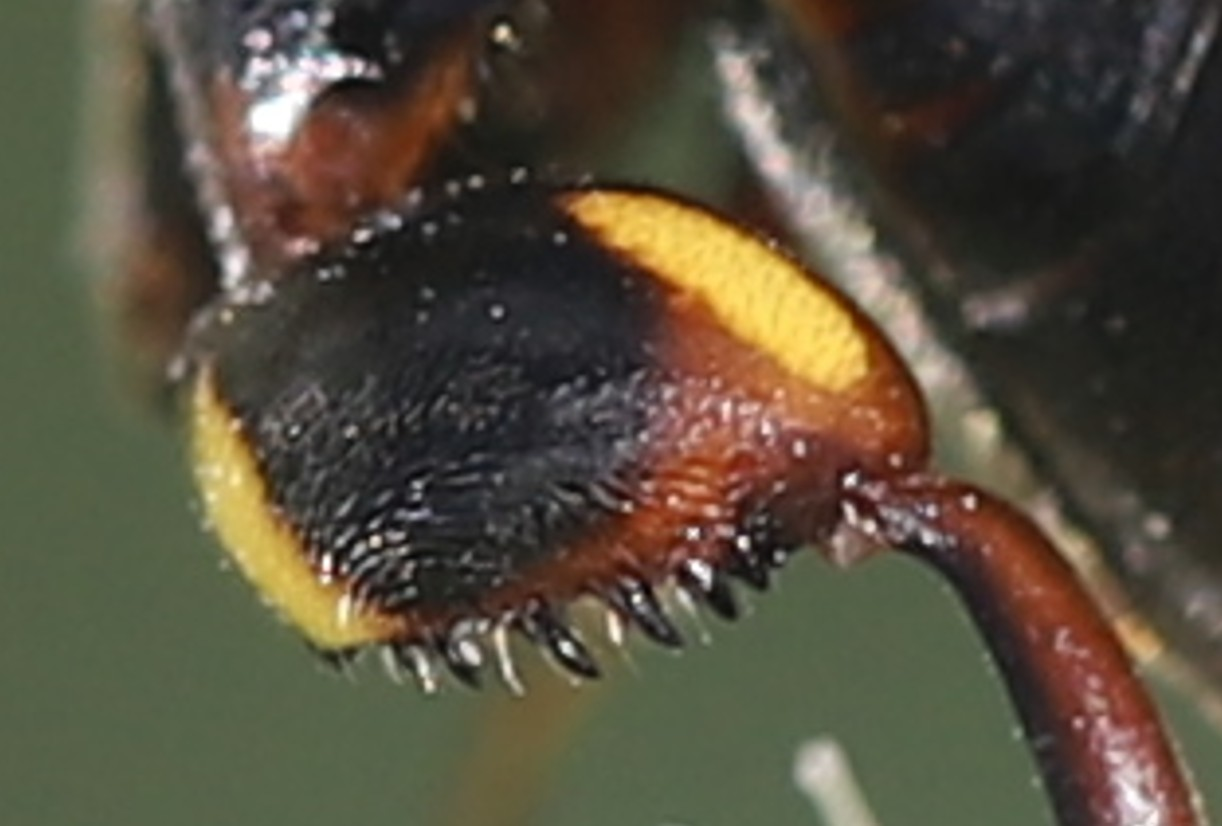
♀ – Zahnreihe auf der apikalen Ventralseite der hinteren Femur